# Singer 17.9
Der Singer 17.9 (auch Singer Silent Six) war ein Wagen der oberen Mittelklasse, den Singer nur 1934 baute und dem Mittelklassemodell 11 zur Seite stellte.
Der Wagen hatte einen Sechszylinder-Reihenmotor mit 2160 cm³ Hubraum (Bohrung × Hub = 69,5 mm × 95 mm). Der Motor hatte, wie fast alle Singer dieser Zeit, eine obenliegende Nockenwelle. Der Wagen erreichte eine Höchstgeschwindigkeit von 104 km/h.
Der Silent Six war als Limousine erhältlich.
Noch im Jahr des Erscheinens wurde der 17.9 ohne Nachfolger eingestellt.